# Джексон, Дэвид
Дэ́вид Чарльз Дже́ксон (англ. David Charles Jackson; 4 марта 1955, Веллингтон — 29 сентября 2004, Австралия) — новозеландский боксёр, представитель полусредней и первой полусредней весовых категорий. Выступал за сборную Новой Зеландии по боксу в середине 1970-х годов, победитель и призёр турниров национального значения, участник летних Олимпийских игр в Монреале.

## Биография
Дэвид Джексон родился 4 марта 1955 года в Веллингтоне, Новая Зеландия.
Впервые заявил о себе на международной арене в сезоне 1974 года, когда вошёл в основной состав новозеландской национальной сборной и выступил на домашних Играх Содружества в Крайстчерче, где в зачёте первой полусредней весовой категории дошёл до стадии четвертьфиналов, проиграв по очкам ганцу Энтони Марти.
Благодаря череде удачных выступлений Джексон удостоился права защищать честь страны на летних Олимпийских играх 1976 года в Монреале — в стартовом поединке полусреднего веса благополучно прошёл первого соперника по турнирной сетке, но затем во втором поединке со счётом 0:5 потерпел поражение от советского боксёра, будущего чемпиона мира Валерия Рачкова, и выбыл из дальнейшей борьбы за медали.
После монреальской Олимпиады Дэвид Джексон остался в составе боксёрской команды Новой Зеландии и продолжил принимать участие в крупнейших международных турнирах. Так, в 1978 году он боксировал на Играх Содружества в Эдмонтоне, где уже на предварительном этапе полусреднего веса был остановлен валлийцем Энтони Филом. Вскоре по окончании этих соревнований принял решение завершить спортивную карьеру.
Умер 29 сентября 2004 года в Австралии в возрасте 49 лет.